# Osiedle Mazurskie (Mrągowo)
Osiedle Mazurskie (MSK) – osiedle mieszkaniowe położone w zachodniej części Mrągowa. Nazwa pochodzi od regionu, w którym leży miasto. 
Osiedle w większości składa się z budynków czteropiętrowych zbudowanych w latach 80. XX wieku z wielkiej płyty. W pierwszych latach XXI w. wybudowano tam kilka nowych budynków (cegła). Na osiedlu znajduje się Zespół Szkół nr 4, kościół katolicki pod wezwaniem Ojca Pio, ośrodek zdrowia, sklepy i usługi fryzjerskie. Dojeżdżają tu autobusy komunikacji miejskiej. Od północy osiedle otoczone jest polami, przez które biegnie mrągowska obwodnica.